# Hedwig Petrides
Hedwig Petrides (* 20. April 1950 in Wien) ist eine österreichische Politikerin (SPÖ). Sie ist seit 2003 Abgeordnete zum Landtag und Mitglied des Wiener Gemeinderats. 
Hedwig Petrides absolvierte nach dem Besuch der Volks- und Hauptschule eine Friseur- und Kosmetikerin-Lehre und legte die Meisterprüfung ab. Sie ist seit 1983 selbständig. Politisch arbeitete Petrides ab 1970 in der SPÖ Leopoldstadt, Sektion 19, mit und engagierte sich stark in der Bezirkspolitik. Sie war Sektionsfrauenreferentin und ist seit 2002 Sektionsvorsitzende. Seit 1993 gehört sie dem Bezirksfrauenkomitee SPÖ-Leopoldstadt an, das sie seit 2003 leitet. Von 1994 bis 2003 saß sie als Bezirksrätin in der Bezirksvertretung. 2003 wechselte sie in den Landtag und Gemeinderat. Sie ist in der 18. Gesetzgebungsperiode Mitglied im Ausschuss „Wohnen, Wohnbau und Stadterneuerung“. 
Hedwig Petrides ist seit 1969 verheiratet und hat einen Sohn. 